# Osmia tergestensis
Osmia tergestensis là một loài Hymenoptera trong họ Megachilidae. Loài này được Ducke mô tả khoa học năm 1897.